# Riziero Fantini
Riziero Fantini (L'Aquila, 16 aprile 1892 – Roma, 31 dicembre 1943) è stato un operaio e anarchico italiano.

## Le origini
Riziero Fantini nasce a L'Aquila, Coppito, il 16 aprile 1892 da Adolfo e Maria Apollonia. Di umili origini, frequenta la scuola elementare fino alla terza classe. Giovanissimo, milita nel circolo socialista di Coppito, per passare successivamente all'anarchismo. In questi anni, il movimento anarchico nell'aquilano è animato da un gruppo composto da attivisti e giovani artigiani e studenti, che adottano la linea malatestiana ed il Programma socialista-anarchico.

## L'emigrazione
Per ragioni di lavoro, nel 1910 Fantini è costretto ad emigrare, e raggiunge gli USA, stabilendosi a Boston. Trova lavoro come terrazziere, frequenta scuole serali, conosce Luigi Galleani e partecipa alle attività del movimento anarchico di lingua italiana, nonché al periodico locale «La Scintilla», e per firmare i suoi articoli usa lo pseudonimo ‘Jack’.

## All'Aquila
Si trasferisce all'Aquila per qualche tempo, dove entra in relazione con i militanti del gruppo comunista-anarchico aquilano Sorgiamo! aderente all'UAI e alla Federazione Anarchica Abruzzese (FAA).

## Per la vita di Sacco e Vanzetti
Si sposta quindi nelle Marche, dove fonda un comitato per salvare Nicola Sacco e Bartolomeo Vanzetti. Intraprende un giro di comizi e conferenze attraversando alcune cittadine e piccoli centri della regione, che gli costa la schedatura della polizia: "lui era amico di Sacco e Vanzetti - ricorda Adolfo Fantini - mio fratello ancora conserva una lettera di Sacco e Vanzetti che gli scrissero dal carcere perché lui tornò in Italia nel 1922 proprio per questa campagna per salvare Sacco e Vanzetti e fece una serie di comizi nelle Marche che era una zona di anarchici e loro gli scrissero per ringraziarlo…".
Compila un resoconto sull'attività svolta, pubblicato sulle colonne di Umanità Nova con il titolo Note retrospettive ad un giro di conferenze, da cui si legge:
Di Nicola Sacco, Fantini conserverà alcune lettere, che saranno ritrovate dai figli e pubblicate nel dopoguerra.

## Contro il fascismo e la Resistenza
Per la sua attività antifascista viene prima arrestato e schedato, quindi dopo il rilascio si trasferisce nel quartiere Montesacro di Roma, dove sarà tra gli organizzatori della resistenza. Arrestato a causa di una delazione e torturato dai nazisti, lo fucilarono a Forte Bravetta con Italo Grimaldi e Antonio Feurra nel dicembre 1943.

## La memoria
La sezione del partito comunista di Coppito viene a lui intitolata.
Un ricordo di Riziero Fantini appare su Umanità Nova nel 1983: